# МБ (трамвайный вагон)
МБ (Моторный фирмы Браш (англ. Brush)) — трамвайный вагон произведён фирмой «Brush Electrical Engineering Company» в городе Лафборо (Англия). В русской транскрипции название фирмы с дореволюционных времён традиционно писалось «Бреш».

## Технические характеристики

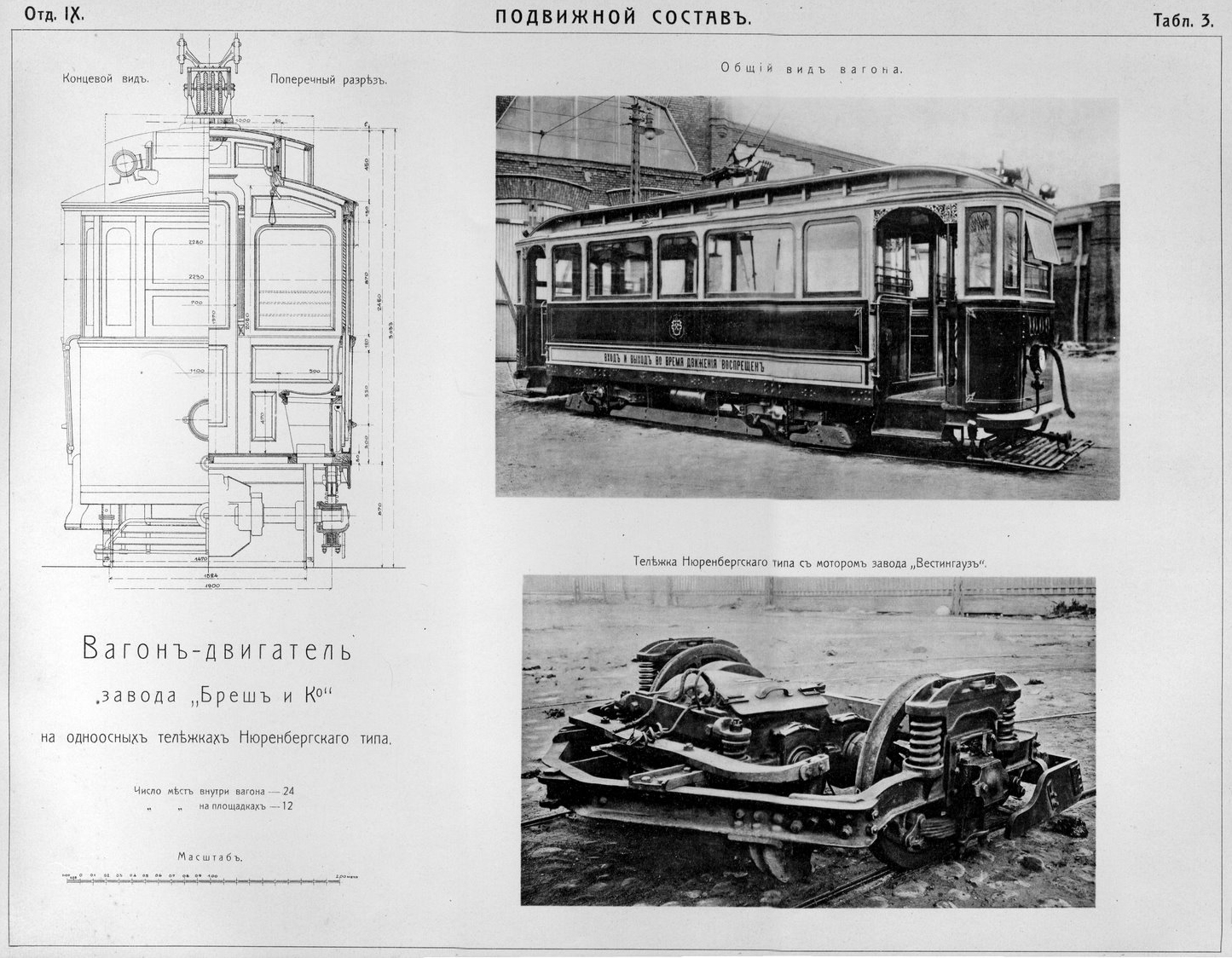
Вагон-двигатель завода «Бреш и К°» на одноосных тележках Нюрнбергского типа

Вагоны МБ имеют деревянный кузов на металлической раме. Салон разделён поперечной перегородкой на два класса и отделялся от застеклённых площадок, не имевших дверей.

## Влияние дизайна вагонов МБ
Вагоны МБ оказали большое влияние на традиции цветового оформления вагонов и систему написания инвентарных номеров особым объёмным шрифтом.

## МБ в Санкт-Петербурге
16 (29) сентября 1907 вагоны МБ открыли движение по первой трассе электрического трамвая в Петербурге, проложенной по суше (до окончания срока монополии владельцев конки электрический трамвай могли эксплуатировать только по льду Невы и её притоков, для связи между берегами). Всего в Петербурге-Петрограде-Ленинграде эксплуатировалось 190 вагонов МБ: как одиночками, так и с прицепами, что было обусловлено возросшей популярностью трамвайного транспорта. 

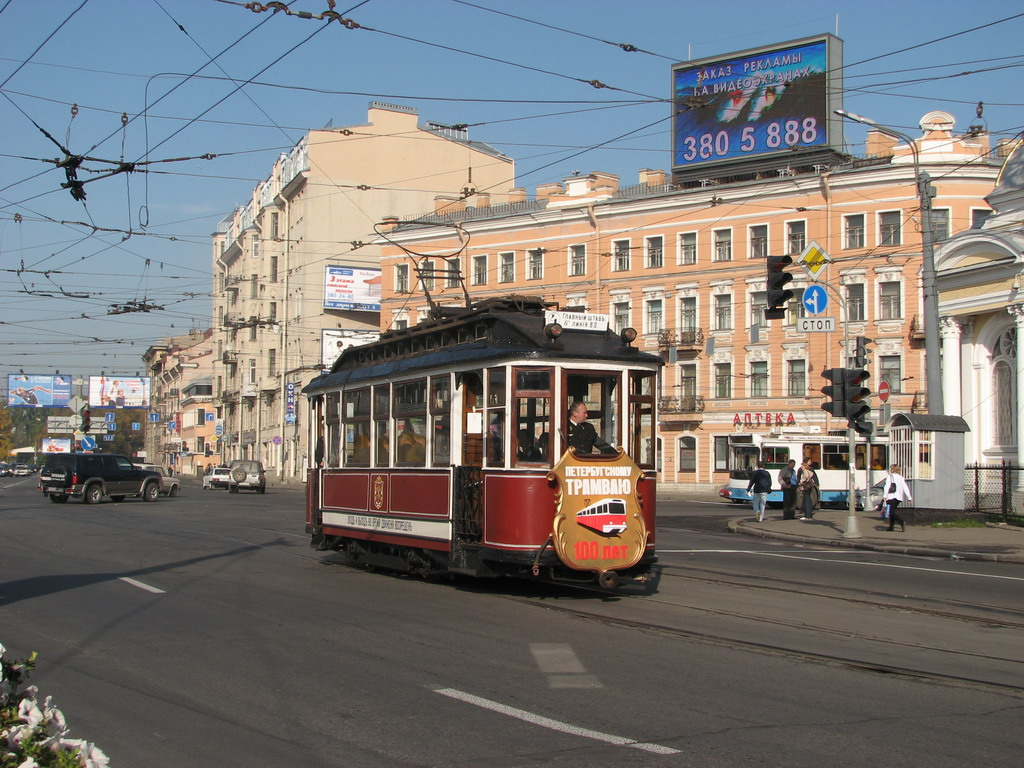
Реплика № 1028 на пр. Добролюбова в Санкт-Петербурге. 2007 год

В 1925—1926 гг. 95 МБ были переоборудованы в ПБф. В 1928—1929 гг. по мере износа тягового оборудования в ПБф перестраивались и другие вагоны. В 1939—1940 гг. на 15 вагонов были установлены соленоиды для электрического торможения, на 73 был установлен воздушный тормоз, все остальные были разобраны.
В 1982 году на базе вагона МС была сделана реплика вагона МБ, которому был присвоен номер 1028 и который впоследствии не раз использовался при съёмках фильмах и парадах ретро-трамваев. Этот трамвай находится в коллекции Музея городского электрического транспорта на территории Василеостровского трамвайного парка.